# Finnish International 1993
Die Finnish International 1993 fanden vom 20. bis zum 24. Oktober 1993 in der Helsingin Urheilutalo in Helsinki statt. Das Preisgeld betrug 15.000 US-Dollar, was dem Turnier zu einem Ein-Sterne-Status im Grand Prix verhalf. Es war die vierte Austragung dieser internationalen Meisterschaften von Finnland im Badminton.

## Medaillengewinner
| Disziplin    | Gold                              | Silber                               | Bronze                             |
| ------------ | --------------------------------- | ------------------------------------ | ---------------------------------- |
| Herreneinzel | Peter Espersen                    | Peter Rasmussen                      | Jyri Aalto                         |
| Herreneinzel | Peter Espersen                    | Peter Rasmussen                      | Robert Liljequist                  |
| Dameneinzel  | Camilla Martin                    | Pernille Nedergaard                  | Irina Yakusheva                    |
| Dameneinzel  | Camilla Martin                    | Pernille Nedergaard                  | Marina Andrievskaia                |
| Herrendoppel | Christian Jakobsen Henrik Svarrer | Jan-Eric Antonsson Mikael Rosén      | Peter Espersen Peter Rasmussen     |
| Herrendoppel | Christian Jakobsen Henrik Svarrer | Jan-Eric Antonsson Mikael Rosén      | Sergey Melnikov Pedro Vanneste     |
| Damendoppel  | Camilla Martin Marlene Thomsen    | Marina Andrievskaia Marina Yakusheva | Nina Koho Sara Ussher              |
| Damendoppel  | Camilla Martin Marlene Thomsen    | Marina Andrievskaia Marina Yakusheva | Alison Humby Tanya Woodward        |
| Mixed        | Jan-Eric Antonsson Astrid Crabo   | Christian Jakobsen Marlene Thomsen   | Henrik Svarrer Pernille Nedergaard |
| Mixed        | Jan-Eric Antonsson Astrid Crabo   | Christian Jakobsen Marlene Thomsen   | Mikael Rosén Marina Andrievskaia   |